# Scholz stjärna
Scholz stjärna, eller WISE J072003.20−084651.2, är en svag dubbelstjärna i den södra delen av stjärnbilden Enhörningen nära det galaktiska planet. Den har en skenbar magnitud av ca 18,3 och kräver ett stort teleskop för att kunna observeras. Baserat på parallax på ca 147 mas, beräknas den befinna sig på ett avstånd på ca 22,2 ljusår (ca 6,8 parsek) från solen. Den rör sig bort från solen med en heliocentrisk radialhastighet på ca 82 km/s.

## Nomenklatur och historik
Stjärnan upptäcktes 2013 av astronomen Ralf-Dieter Scholz. År 2015 rapporterade Eric Mamajek et. al. att den passerade genom solsystemets Oort-moln för ungefär 70 000 år sedan och gav den namnet Scholz's Star. 

## Egenskaper
Primärstjärnan Scholz stjärna A är en röd dvärgstjärna i huvudserien av spektralklass M9 ± 1 C. Den har en massa som är 86 ± 2 Jupitermassor och en effektiv temperatur av ca 3 300 K. 
Följeslagaren är förmodligen en brun dvärg av spektraltyp T5 med en massa av 65 ± 12 Jupitermassor. Paret har en sammanlagd massa av 0,15 solmassor och kretsar kring varandra på ett avstånd av ca 0,8 astronomiska enheter (120 miljoner kilometer) med en omloppsperiod på ungefär 4 år.  Konstellationen har en kombinerad skenbar magnitud på 18,3, och beräknas vara mellan 3 och 10 miljarder år gammal. Med en parallax på 166 mas (0,166 bågsekunder) är cirka 80 stjärnsystem närmare solen än Scholz stjärna.